# Ándalus Líneas Aéreas
Ándalus Líneas Aéreas – hiszpańska regionalna linia lotnicza z siedzibą w Maladze. Oferowała regularne loty, czartery mające na celu przyciągnięcia ruchu turystycznego do Andaluzji i otwarcie nowych połączeń dla społeczności.